# Tupelo (Oklahoma)
Tupelo és un poble dels Estats Units a l'estat d'Oklahoma. Segons el cens del 2000 tenia 377 habitants.

## Demografia
Segons el cens del 2000, Tupelo tenia 377 habitants, 136 habitatges, i 99 famílies. La densitat de població era de 363,9 habitants per km².
Dels 136 habitatges en un 41,2% hi vivien nens de menys de 18 anys, en un 55,9% hi vivien parelles casades, en un 12,5% dones solteres, i en un 27,2% no eren unitats familiars. En el 22,8% dels habitatges hi vivien persones soles el 14% de les quals corresponia a persones de 65 anys o més que vivien soles. El nombre mitjà de persones vivint en cada habitatge era de 2,77 i el nombre mitjà de persones que vivien en cada família era de 3,29.
Per edats la població es repartia de la següent manera: un 31,3% tenia menys de 18 anys, un 11,4% entre 18 i 24, un 24,4% entre 25 i 44, un 18,8% de 45 a 60 i un 14,1% 65 anys o més.
L'edat mediana era de 29 anys. Per cada 100 dones de 18 o més anys hi havia 90,4 homes.
La renda mediana per habitatge era de 17.000 $ i la renda mediana per família de 19.688 $. Els homes tenien una renda mediana de 21.563 $ mentre que les dones 15.000 $. La renda per capita de la població era de 8.852 $. Entorn del 29,6% de les famílies i el 30,7% de la població estaven per davall del llindar de pobresa.

## Poblacions més properes
El següent diagrama mostra les poblacions més properes.